# Scelta del browser
Scelta del browser o ballot screen o web browser choice screen è il nome di una schermata di scelta del browser web proposta agli utenti di Microsoft Windows XP, Windows Vista e Windows 7, dell'area economica europea, che hanno come browser predefinito Internet Explorer.

## Storia
La modifica è operativa dal 1º marzo 2010, preinstallata su tutti i nuovi PC e disponibile attraverso un aggiornamento di Windows Update per gli altri.
La schermata di scelta è stata implementata a causa dell'inchiesta dell'Unione europea sulla posizione dominante da parte della Microsoft.
Dal febbraio 2012, la Ballot Screen sembrava scomparsa sui sistemi Windows, tanto che l'antitrust dell'Unione europea stava valutando una maxi multa per Microsoft da oltre 5 miliardi di euro, per recidiva. In seguito la schermata è riapparsa, ed è stata più volte aggiornata.
Essendo scaduto il provvedimento, dal dicembre 2014 Microsoft non aggiornerà più il Browser Choice Update e lo stesso non verrà più mostrato ai nuovi utenti.

## Browser disponibili
I browser disponibili per la scelta sono stati al massimo 12, presentati in ordine casuale divisi in tier (gradi).
I primi cinque in ordine casuale sono:
- Google Chrome
- Internet Explorer 10
- Mozilla Firefox
- Opera
- Maxthon

Gli altri che vengono visualizzati dalla sesta posizione in ordine casuale sono:
- Avant Browser
- K-Meleon
- Lunascape
- Sleipnir
- SRWare Iron

Ci sono stati altri browser presenti nelle versioni precedenti:
- Comodo Dragon
- Safari[8]
- GreenBrowser[9]
- Flock[10]
- SlimBrowser[11]
- RockMelt [12]